# أنخيل رومانو
أنخيل رومانو (بالإسبانية: Ángel Romano)‏ (2 أغسطس 1894 مونتفيدو الأوروغواي - 22 أغسطس 1972 مونتفيدو الأوروغواي) هو لاعب كرة قدم أوروغواني سابق كان يلعب كمهاجم،، شارك في الألعاب الأولمبية الصيفية 1924.

## مسيرته

### مسيرته مع المنتخبات الوطنية
- 1911 - 1927 لعب مع منتخب الأوروغواي لكرة القدم 69 مباراة سجل خلالها 28 هدف.

### مسيرته مع الأندية
- 1910 - 1930 لعب مع ناسيونال مونتيفيديو 388 مباراة سجل خلالها 164 هدف.
- 1913 - 1914 لعب مع بوكا جونيورز 9 مباريات سجل خلالها هدف.

## وصلات خارجية
أنخيل رومانو على موقع الاتحاد الدولي (مؤرشف)  (الإنجليزية)
- أنخيل رومانو على موقع قاعدة بيانات كرة القدم.إي يو (الإنجليزية)
- أنخيل رومانو على موقع ناشيونال فوتبول تيمز (الإنجليزية)
- أنخيل رومانو على موقع عالم كرة القدم.نت (الإنجليزية)
- أنخيل رومانو على موقع أوليمبيديا (الإنجليزية)